# Porfi Jiménez
Porfirio Antonio Jiménez Núñez (* 16. Februar 1928 in Hato Mayor del Rey; † 8. Juni 2010 in Caracas) war ein venezolanischer Komponist, Arrangeur und Bandleader dominikanischer Herkunft.
Jiménez begann seine musikalische Ausbildung siebenjährig bei Pedro Albuerme an der Musikakademie seiner Heimatstadt und spielte dreizehnjährig Trompete im Orchester von Hato Mayor. Nach einem Studium an der Städtischen Musikakademie wurde er Mitglied des Orquesta Angelita beim Rundfunksender Voz Dominicana. Von dessen Leiter Enrico Cabiatti wurde er in die Kunst des Arrangierens eingeführt.
1954 lud ihn Rafael Minaya zu einer Tournee mit seinem Orchester nach Venezuela ein. Nach der Auflösung dieses Orchesters wurde er Mitglied des Orchesters von Pedro J. Belisario und nach drei Jahren Mitglied des von Billo Frómeta geleiteten Ensembles bei Radio Caracas TV . Ein Jahr später wechselte er zum Orchester von Venevisión, während er zugleich an der Berklee School of Music in Boston studierte und als Arrangeur und Produzent für das Label Velvet arbeitete.
Nach der Auflösung des Orchesters von Venevisión 1963 gründete Jiménez sein eigenes Orchester, das im Laufe der Zeit als eine der wichtigsten Musikgruppen Venezuelas in ganz Lateinamerika bekannt wurde.  Berühmt wurden Titel wie A bailar con Porfi (mit Chico Salas und Kiko Mendive), O La Negra Celina, La Resbalosa und La Banda está borracha. Jiménez erhielt in Venezuela mehrere Musikpreise und der Verkaufserfolg brachte ihm zwei Goldene Schallplatten und eine Platin-Schallplatte.